# Ghanaian Stallion
Ghanaian Stallion (* 30. April 1981 als Alan Mensah in Pisa, Italien) ist ein deutsch-ghanaischer Hip-Hop-Musiker, Produzent und DJ. Sein Vater stammt aus Ghana, seine Mutter aus Deutschland. Er ist unter anderem Teil der deutschen Hip-Hop-Supergroup BSMG.

## Leben
Geboren in Pisa, ist er nach wenigen Monaten nach Berlin-Moabit gezogen und dort aufgewachsen. Mit 12 Jahren entschloss sich seine Familie, nach Ghana zu ziehen. Dort hat er drei Jahre lang in Winneba gelebt und unter anderem Fante gelernt. Im Alter von 15 Jahren ist er nach Freiburg im Breisgau gezogen und lebte einige Jahre in Bad Krozingen. Nach dem Abitur absolvierte er einen Bachelor-Abschluss in Tourismusmanagement, verbrachte 2004/2005 ein Jahr in Chile und Argentinien. 2006 zog er zurück nach Berlin und schloss sein Master-Studium in Tourismusmanagement an der Freien Universität ab.
Seine musikalische Sozialisation begann schon als Kind, denn beide Elternteile sind musikbegeistert. Soul, Reggae, Rock und afrikanische Musik laufen im Haushalt der Mensahs. Künstler wie Curtis Mayfield, Nina Simone, Bob Marley, Bunny Wailer, Fela Kuti und Youssou N’Dour gehören zu seinem Alltag. Musikalisch wurde er ebenfalls von Stevie Wonder, James Blake, Pusha T, J. Cole, DJ Premier, Pete Rock oder Havoc beeinflusst.

## Karriere
Mit dem Rap kam er in der Goldenen Ära Anfang der 90er Jahre durch einen Freund in Kontakt. Im Jahr 1999 beginnt er Schallplatten zu kaufen und beginnt als DJ im LAZER POSSE in Freiburg aufzulegen. Viele Partys, Radioshows und Sessions mit DJ Skare und DJ Crook One folgen. Nach seiner Rückkehr nach Berlin arbeitet er weiterhin mit DJ Skare zusammen, der inzwischen auch in Berlin lebt. Zusammen mit einer Crew von Promotern kreiert er die Partyreihe "Everything Remains Raw - Remember the 90's", die die Hip-Hop-Party-Szene in Berlin aufgemischt hat und eine der bisher bedeutendsten Rap-Veranstaltungen der Hauptstadt ist. Als Resident-DJ ist er nach wie vor für qualitativ hochwertigen Rap verantwortlich, den man normalerweise nicht in Clubs hört. Auch in Berlin kam er wieder in Kontakt mit dem Rapper MEGALOH, einem alten Sandkastenfreund aus Berlin-Moabit. Ghanaian Stallion begann erst 2010 mit der Produktion von Musik, aber aufgrund seines musikalischen Hintergrunds ging die Entwicklung rasch voran - drei seiner ersten selbstproduzierten Beats landeten bereits auf Megalohs digital veröffentlichter "Monster"-EP. Wenig später folgten der JUICE Exclusive So ist das Leben und Traum vom Fliegen.
Zu seinen eigenen Solo-Releases gehört unter anderem Mudguard Developments, Gib ihn einfach (Dies das 2), und Solo Fruits. Außerdem hat erden Großteil der beiden Megaloh-Alben Endlich Unendlich und Regenmacher produziert. Des Weiteren hat er Beats produziert für Audio88 & Yassin, Samy Deluxe, Marsimoto, Chefket, Amewu, Kalim, Chima Ede, Torky Tork, Hanybal, Döll, Lakmann und Dexter.
2017 veröffentlichte er mit seiner Supergroup names BSMG, bestehend aus Megaloh, Musa und ihm, das Album Platz an der Sonne auf dem Label Nesola Universal Music, einem Sub-Label von Universal Music.
Im Jahr 2018 veröffentlichte er sein erstes Soloalbum Future Soul das auf dem Label Bamboo MGMT erschien und im Jahr 2019 folgt ein weiteres Album namens Feature Soul.
2020 veröffentlichte er zusammen mit den Viva con Agua Allstars den Song Tubaale.

## Diskografie
- 2015: Gib ihn einfach (Dies das 2) (Single) mit Audio88 & Yassin und Dexter.
- 2015: Alle Knarren (EP) mit Simon Grohé bei Urban Tree Music
- 2016: Soul Fruits (EP).
- 2016: Mudguardian Developments (EP) mit Torky Tork.
- 2016: Principium (LP) mit Chima Ede
- 2018: Future Soul (LP).
- 2018: Road 2 Sky Island (Single).
- 2019: Feature Soul (LP).
- 2019: Berliner Negritude von Musa, erschienen auf Urban Tree Music
- 2020: Tubaale (Single) mit Viva con Agua Allstars, Zex Bilangilangi, Hanny, Tip Swizzy, Musa, Booz und Willy Will.
- 2021: First Sermon (Single) mit Black Sherif
- 2021: Second Sermon (Single) mit Black Sherif